# 攘夷論

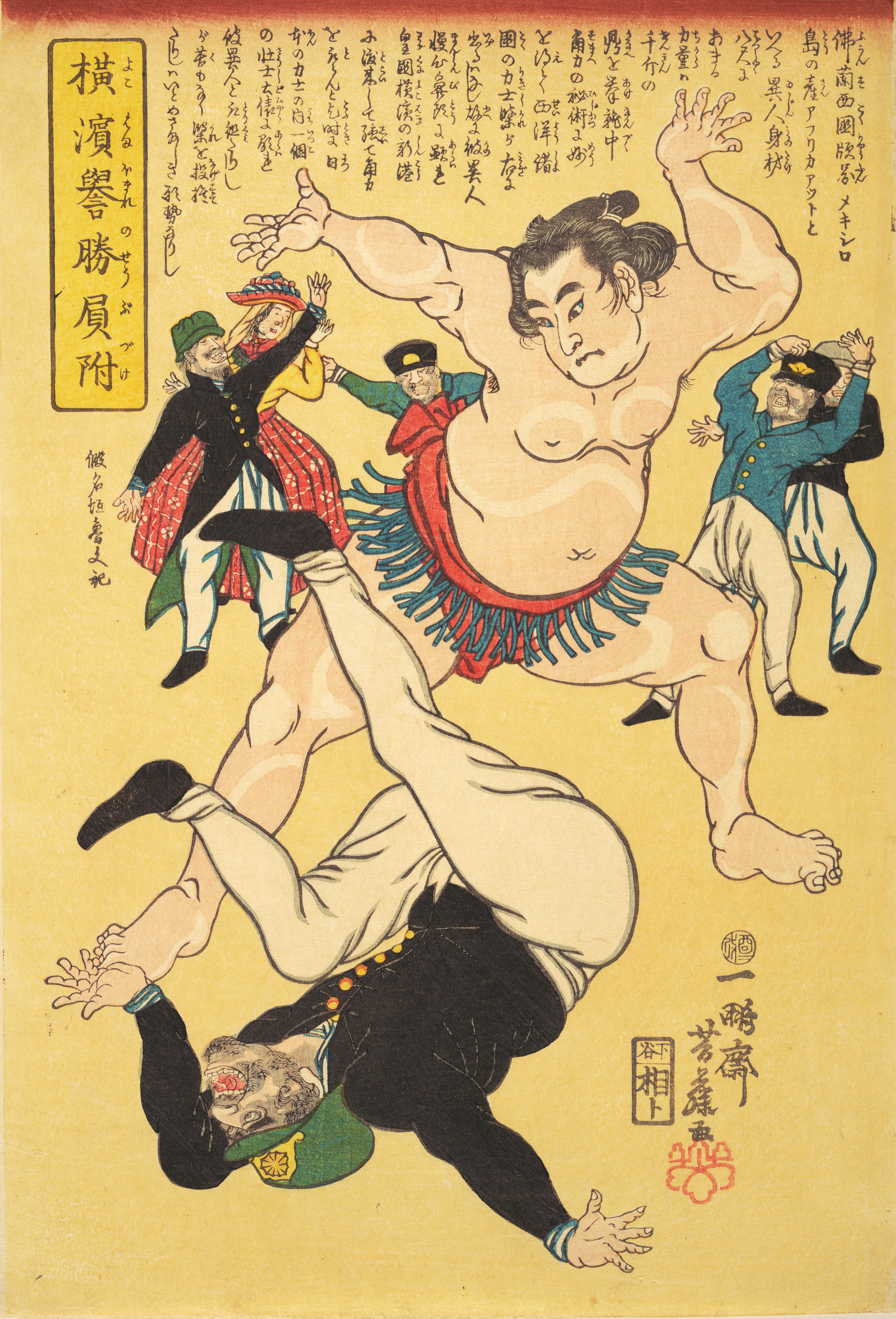
攘夷論の風刺図（開港直後の横浜で行われた相撲の模様を描いている）

攘夷論（じょういろん）は、日本においては幕末期に広まった、外国との通商反対や外国を撃退して鎖国を通そうとしたりする排外思想である。元は中国の春秋時代の言葉で、西欧諸外国の日本進出に伴い、夷人（いじん）を夷狄 (いてき) 視し攘（はら）おう、つまり実力行使で外国人を排撃しようという考えであり、華夷思想による日本の独善的観念と国学に基づいた国家意識が源となっている。

## 概要
攘夷論は、江戸時代後半の日本において、西洋諸国の接近に対応して海防論の一環として生まれ、展開した排外思想で、江戸時代にあっては、西洋列強の東アジア接近以前より、対外貿易は日本における有益の品々と外国産の無用の品々を交換するものにすぎないという貿易有害無益論があり、キリスト教の排斥とともに、いわば前提視されていた。
水戸藩を中心に朱子学の影響を強く受けた水戸学が隆盛し、1820年代から1830年代にかけては水戸学における攘夷論が確立した。これは、儒学における華夷思想を素地としており、欧米諸国は卑しむべき夷狄であるから、日本列島にその力が及んだ場合、直ちに打ち払うべきだとする考えであるが、こうした考えの根底にあったのは、西洋諸国との交わりはキリスト教その他の有害思想の浸透につながるという、一種の文化侵略に対する危機感であった。水戸藩領地沿岸には大津浜事件以外にもイギリスの捕鯨船がたびたび接近し、幕府及び藩の禁令を無視して漁民たちと交流および物資交換などを行っていたことも、水戸藩における攘夷論の高まりの遠因となっている。江戸幕府が文政8年（1825年）に発した異国船打払令も、こうした危機感の現れであった。
一方、国学の発展によって、日本は神国であるというナショナリズム（神国思想）が次第に力を増し、勤皇思想（尊王論）もまた力を得ていたが、これが現実の外国勢力の脅威下で攘夷論と結びついて尊王攘夷論が形作られた。尊王攘夷の思想は、特に 嘉永6年（1853年）の黒船来航（マシュー・ペリーの来航）によって開港された後、日米修好通商条約締結反対を主張する反幕勢力の思想的支柱となり、鎖国を維持しようとする諸藩の下級志士や公卿たちによって支持された。老中首座・阿部正弘の要請により海防参与として幕政に関わった徳川斉昭は、水戸学の立場から強硬な攘夷論を主張した。そして、開国後から明治維新直後にかけて攘夷思想による外国人襲撃・殺害事件が頻発する。
しかし、攘夷を実行した長州藩による下関戦争は大敗北に終わり、外国艦隊との間の圧倒的な軍事力の差に直面したことにより、鎖国政策の維持に固執した攘夷論に対する批判が生じた。津和野藩の国学者大国隆正らは、国内統一を優先して、外国との交易によって富国強兵を図った上で諸外国と対等に対峙する力をつけるべきだとする「大攘夷」論を主張し、これを長州藩の尊攘派も受け入れた。従来、攘夷運動の主力であった人びとが倒幕へ向かったのである。
なお、攘夷論は「攘夷か開国か」という形で開国論と対置される場合が多いが、厳密には、現実政策としての開国論と対立するのは鎖国論のはずである。一方、国際社会の捉え方という観点では、攘夷論（というよりも攘夷論の前提をなす華夷思想）と対立するのは、それぞれの国家は独立し、平等の存在であるべきだとする主権対等の観念であるといえる。
大政奉還後、薩長をはじめとする西南雄藩の出身者が中心となって明治政府が成立したが、「草莽」と呼ばれた一部の人びとは鎖国に固執し、攘夷運動を継続しようとした。明治2年（1869年）5月28日、新政府は、政府部内の公議所・上局から挙げられた「公議輿論」が、鎖国に立脚した攘夷は不可能であるというものであったことを理由に「開国和親」を国是とすることを決定し、以後は鎖国論を議題としない旨を公表した。また、「草莽の志士」に対しても、出稼ぎ農民とともに勝手に本国より離れたものとして人返しの対象にすることを決定した（五榜の掲示の第5札、実際の取締規定は明治2年以後である）。しかし、復古的な攘夷論がこれによって一掃されたわけではなく、大楽源太郎の反乱計画や二卿事件、久留米藩難など明治政府を倒して攘夷を断行しようとする事件が起こっている。
攘夷論は鎖国論と結びついて発生したものの、やがて西洋列強に並び立つための海外膨張論などを生み出し、やがて華夷思想の解体とともに消滅した。だが、富国強兵の後に攘夷を行う大攘夷主義と変化していく。

## 攘夷運動の代表例
- 下関戦争 -  長州藩 vs  イギリス・ フランス帝国・ オランダ・ アメリカ合衆国 連合軍